# Gran Premio motociclistico della Comunità Valenciana 2011
Il Gran Premio motociclistico della Comunità Valenciana 2011 disputatosi il 6 novembre sul circuito Ricardo Tormo di Cheste, è stato il diciottesimo e ultimo Gran Premio della stagione 2011. Con questa gara, dopo 722 prove, si è concluso il ciclo della classe 125, iniziato nella prima edizione del motomondiale in occasione del Gran Premio motociclistico di Svizzera 1949. La classe viene sostituita nel 2012 dalla Moto3.
In MotoGP Casey Stoner ha battuto in volata Ben Spies ottenendo il decimo successo stagionale, mentre ha concluso terzo e più staccato Andrea Dovizioso. Alla prima curva un incidente provocato da Álvaro Bautista ha costretto al ritiro anche i tre piloti a fianco a lui, cioè Randy de Puniet, Valentino Rossi e Nicky Hayden. Per Loris Capirossi si è trattata dell'ultima gara in carriera prima del ritiro dalle competizioni agonistiche.
In Moto2 si è assistito alla prima vittoria nel motomondiale per Michele Pirro, partito per la prima volta in pole position, che ha preceduto Mika Kallio e Dominique Aegerter, quest'ultimo al suo primo podio in carriera. Ancor prima della gara Stefan Bradl ha ottenuto la certezza della vittoria iridata dopo che Marc Márquez, l'altro contendente al titolo, non era riuscito a scendere in pista in nessuna delle sessioni di prove per problemi fisici dovuti a una caduta nelle prove libere di Sepang, rinunciando così a correre l'ultima gara stagionale.
Nella classe 125 il successo è andato per la quarta volta in stagione a Maverick Viñales davanti a Nicolás Terol, che ha avuto la certezza del titolo mondiale a seguito della caduta del rivale Johann Zarco, ed a Héctor Faubel. Danny Webb con la Mahindra 125 è partito per la prima volta in pole position in una gara del motomondiale.

## MotoGP

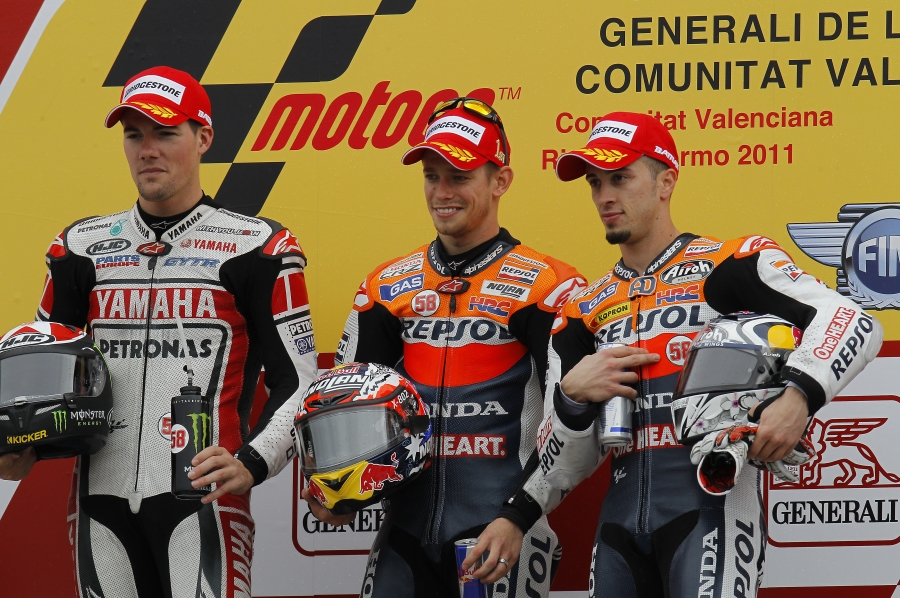
Spies, Stoner e Dovizioso salgono sul palco di premiazione del podio dopo aver concluso rispettivamente al secondo, primo e terzo posto la gara della classe MotoGP

Jorge Lorenzo e Colin Edwards, infortunati, vengono sostituiti rispettivamente da Katsuyuki Nakasuga e Josh Hayes. Loris Capirossi corre la sua ultima gara con il numero 58 (sebbene nelle distinte ufficiali risulti registrato con il numero 65) in onore di Marco Simoncelli che ha tragicamente perso la vita nel Gran Premio precedente. 

### Arrivati al traguardo
| Pos. | Nº | Pilota             | Squadra                 | Motocicletta       | Giri | Tempo     | Griglia | Punti |
| ---- | -- | ------------------ | ----------------------- | ------------------ | ---- | --------- | ------- | ----- |
| 1º   | 27 | Casey Stoner       | Repsol Honda            | Honda RC212V       | 30   | 48:18.645 | 1       | 25    |
| 2º   | 11 | Ben Spies          | Yamaha Factory Racing   | Yamaha YZR-M1      | 30   | +0.015    | 3       | 20    |
| 3º   | 4  | Andrea Dovizioso   | Repsol Honda            | Honda RC212V       | 30   | +5.936    | 8       | 16    |
| 4º   | 35 | Cal Crutchlow      | Monster Yamaha Tech 3   | Yamaha YZR-M1      | 30   | +8.718    | 11      | 13    |
| 5º   | 26 | Daniel Pedrosa     | Repsol Honda            | Honda RC212V       | 30   | +9.321    | 2       | 11    |
| 6º   | 89 | Katsuyuki Nakasuga | Yamaha Factory Racing   | Yamaha YZR-M1      | 30   | +23.818   | 15      | 10    |
| 7º   | 41 | Josh Hayes         | Monster Yamaha Tech 3   | Yamaha YZR-M1      | 30   | +33.118   | 16      | 9     |
| 8º   | 17 | Karel Abraham      | Cardion AB Motoracing   | Ducati Desmosedici | 30   | +37.952   | 10      | 8     |
| 9º   | 65 | Loris Capirossi    | Pramac Racing           | Ducati Desmosedici | 30   | +48.953   | 12      | 7     |
| 10º  | 24 | Toni Elías         | LCR Honda               | Honda RC212V       | 30   | +52.501   | 13      | 6     |
| 11º  | 8  | Héctor Barberá     | Mapfre Aspar            | Ducati Desmosedici | 30   | +1:06.519 | 9       | 5     |
| 12º  | 7  | Hiroshi Aoyama     | San Carlo Honda Gresini | Honda RC212V       | 30   | +1:08.760 | 14      | 4     |

### Ritirati
| Nº | Pilota          | Squadra       | Motocicletta       | Giri | Griglia |
| -- | --------------- | ------------- | ------------------ | ---- | ------- |
| 14 | Randy de Puniet | Pramac Racing | Ducati Desmosedici | 0    | 4       |
| 19 | Álvaro Bautista | Rizla Suzuki  | Suzuki GSV-R       | 0    | 5       |
| 46 | Valentino Rossi | Ducati Team   | Ducati Desmosedici | 0    | 6       |
| 69 | Nicky Hayden    | Ducati Team   | Ducati Desmosedici | 0    | 7       |

## Moto2
Sergio Gadea e Ricard Cardús, infortunati, vengono sostituiti rispettivamente da Alex Baldolini e Nasser Hasan Al Malki. In questo Gran Premio corrono due wildcard: Óscar Climent su MIR Racing ed Elena Rosell su Suter.

### Arrivati al traguardo
| Pos. | Nº | Pilota                | Squadra                           | Motocicletta       | Giri | Tempo     | Griglia | Punti |
| ---- | -- | --------------------- | --------------------------------- | ------------------ | ---- | --------- | ------- | ----- |
| 1º   | 51 | Michele Pirro         | Gresini Racing                    | Moriwaki           | 27   | 46:22.205 | 1       | 25    |
| 2º   | 36 | Mika Kallio           | Marc VDS Racing                   | Suter MMX          | 27   | +6.150    | 3       | 20    |
| 3º   | 77 | Dominique Aegerter    | Technomag-CIP                     | Suter MMX          | 27   | +6.363    | 7       | 16    |
| 4º   | 13 | Anthony West          | MZ Racing                         | MZ-RE Honda        | 27   | +8.843    | 22      | 13    |
| 5º   | 9  | Kenny Noyes           | Avintia-STX                       | FTR                | 27   | +9.229    | 23      | 11    |
| 6º   | 68 | Yonny Hernández       | Blusens-STX                       | FTR                | 27   | +9.926    | 20      | 10    |
| 7º   | 63 | Mike Di Meglio        | Tech 3 Racing                     | Tech 3 Mistral 610 | 27   | +10.115   | 9       | 9     |
| 8º   | 19 | Xavier Siméon         | Tech 3 B                          | Tech 3 Mistral 610 | 27   | +10.385   | 8       | 8     |
| 9º   | 76 | Max Neukirchner       | MZ Racing                         | MZ-RE Honda        | 27   | +13.018   | 24      | 7     |
| 10º  | 60 | Julián Simón          | Mapfre Aspar                      | Suter MMX          | 27   | +13.685   | 21      | 6     |
| 11º  | 29 | Andrea Iannone        | Speed Master                      | Suter MMX          | 27   | +14.686   | 25      | 5     |
| 12º  | 15 | Alex De Angelis       | JIR Moto2                         | MotoBi             | 27   | +15.200   | 5       | 4     |
| 13º  | 16 | Jules Cluzel          | NGM Forward Racing                | Suter MMX          | 27   | +18.428   | 19      | 3     |
| 14º  | 44 | Pol Espargaró         | HP Tuenti Speed Up                | FTR                | 27   | +19.177   | 13      | 2     |
| 15º  | 71 | Claudio Corti         | Italtrans Racing                  | Suter MMX          | 27   | +20.356   | 26      | 1     |
| 16º  | 4  | Randy Krummenacher    | GP Team Switzerland Kiefer Racing | Kalex              | 27   | +26.031   | 27      |       |
| 17º  | 12 | Thomas Lüthi          | Interwetten Paddock               | Suter MMX          | 27   | +27.160   | 6       |       |
| 18º  | 18 | Jordi Torres          | Mapfre Aspar                      | Suter MMX          | 27   | +33.813   | 15      |       |
| 19º  | 25 | Alex Baldolini        | Desguaces La Torre G22            | Moriwaki           | 27   | +46.003   | 18      |       |
| 20º  | 54 | Kenan Sofuoğlu        | Technomag-CIP                     | Suter MMX          | 27   | +49.635   | 29      |       |
| 21º  | 40 | Aleix Espargaró       | Pons HP 40                        | Pons Kalex         | 27   | +1:12.187 | 11      |       |
| 22º  | 64 | Santiago Hernández    | SAG Team                          | FTR                | 27   | +1:14.567 | 31      |       |
| 23º  | 38 | Bradley Smith         | Tech 3 Racing                     | Tech 3 Mistral 610 | 27   | +1:15.394 | 12      |       |
| 24º  | 39 | Robertino Pietri      | Italtrans Racing                  | Suter MMX          | 27   | +1:16.767 | 33      |       |
| 25º  | 82 | Elena Rosell          | Mapfre Aspar                      | Suter MMX          | 27   | +1:19.893 | 35      |       |
| 26º  | 6  | Joan Olivé            | Aeroport de Castello              | FTR                | 27   | +1:22.339 | 32      |       |
| 27º  | 95 | Mashel Al Naimi       | QMMF Racing                       | Moriwaki           | 26   | +1 giro   | 37      |       |
| 28º  | 61 | Óscar Climent         | Team Climent                      | MIR Racing         | 26   | +1 giro   | 34      |       |
| 29º  | 96 | Nasser Hasan Al Malki | QMMF Racing                       | Moriwaki           | 26   | +1 giro   | 38      |       |
| 30º  | 45 | Scott Redding         | Marc VDS Racing                   | Suter MMX          | 26   | +1 giro   | 14      |       |

### Ritirati
| Nº | Pilota              | Squadra                 | Motocicletta | Giri | Griglia |
| -- | ------------------- | ----------------------- | ------------ | ---- | ------- |
| 35 | Raffaele De Rosa    | NGM Forward Racing      | Suter MMX    | 25   | 28      |
| 3  | Simone Corsi        | Ioda Racing Project     | FTR          | 25   | 10      |
| 53 | Valentin Debise     | Speed Up                | FTR          | 20   | 30      |
| 14 | Ratthapark Wilairot | Thai Honda Singha SAG   | FTR          | 13   | 36      |
| 75 | Mattia Pasini       | Ioda Racing Project     | FTR          | 10   | 17      |
| 34 | Esteve Rabat        | Blusens-STX             | FTR          | 6    | 16      |
| 72 | Yūki Takahashi      | Gresini Racing          | Moriwaki     | 5    | 2       |
| 65 | Stefan Bradl        | Viessmann Kiefer Racing | Kalex        | 4    | 4       |

### Non partito
| Nº | Pilota    | Squadra    | Motocicletta |
| -- | --------- | ---------- | ------------ |
| 80 | Axel Pons | Pons HP 40 | Pons Kalex   |

### Non qualificato
| Nº | Pilota       | Squadra               | Motocicletta |
| -- | ------------ | --------------------- | ------------ |
| 93 | Marc Márquez | CatalunyaCaixa Repsol | Suter MMX    |

## Classe 125
Simone Grotzkyj e Joan Perelló, infortunati, vengono sostituiti rispettivamente da Manuel Tatasciore e Péter Sebestyén. In questo Gran Premio corrono cinque wildcard: Juan Francisco Guevara e John McPhee su Aprilia; Emil Petersen, Daniel Ruiz e Kevin Hanus su Honda.

### Arrivati al traguardo
| Pos. | Nº | Pilota              | Squadra                        | Motocicletta | Giri | Tempo     | Griglia | Punti |
| ---- | -- | ------------------- | ------------------------------ | ------------ | ---- | --------- | ------- | ----- |
| 1º   | 25 | Maverick Viñales    | Blusens by Paris Hilton Racing | Aprilia      | 24   | 41:44.138 | 8       | 25    |
| 2º   | 18 | Nicolás Terol       | Bankia Aspar                   | Aprilia      | 24   | +3.216    | 9       | 20    |
| 3º   | 55 | Héctor Faubel       | Bankia Aspar                   | Aprilia      | 24   | +7.460    | 6       | 16    |
| 4º   | 7  | Efrén Vázquez       | Avant-AirAsia-Ajo              | Derbi        | 24   | +14.560   | 13      | 13    |
| 5º   | 94 | Jonas Folger        | Red Bull Ajo MotorSport        | Aprilia      | 24   | +18.451   | 10      | 11    |
| 6º   | 23 | Alberto Moncayo     | Andalucia Banca Civica         | Aprilia      | 24   | +36.472   | 14      | 10    |
| 7º   | 39 | Luis Salom          | RW Racing GP                   | Aprilia      | 24   | +52.614   | 4       | 9     |
| 8º   | 31 | Niklas Ajo          | TT Motion Events Racing        | Aprilia      | 24   | +1:00.138 | 19      | 8     |
| 9º   | 3  | Luigi Morciano      | Team Italia FMI                | Aprilia      | 24   | +1:00.253 | 22      | 7     |
| 10º  | 96 | Louis Rossi         | Matteoni Racing                | Aprilia      | 24   | +1:03.258 | 2       | 6     |
| 11º  | 60 | Manuel Tatasciore   | Phonica Racing                 | Aprilia      | 24   | +1:09.892 | 20      | 5     |
| 12º  | 77 | Marcel Schrötter    | Mahindra Racing                | Mahindra     | 24   | +1:12.741 | 23      | 4     |
| 13º  | 19 | Alessandro Tonucci  | Team Italia FMI                | Aprilia      | 24   | +1:18.337 | 17      | 3     |
| 14º  | 71 | John McPhee         | Racing Steps Foundation KRP    | Aprilia      | 24   | +1:18.434 | 25      | 2     |
| 15º  | 30 | Giulian Pedone      | Phonica Racing                 | Aprilia      | 24   | +1:20.580 | 30      | 1     |
| 16º  | 50 | Sturla Fagerhaug    | WTR-Ten10 Racing               | Aprilia      | 24   | +1:21.155 | 21      |       |
| 17º  | 52 | Danny Kent          | Red Bull Ajo MotorSport        | Aprilia      | 24   | +1:27.770 | 18      |       |
| 18º  | 56 | Péter Sebestyén     | Matteoni Racing                | Aprilia      | 24   | +1:33.406 | 28      |       |
| 19º  | 34 | Daniel Ruiz         | Larresport                     | Honda        | 24   | +1:34.593 | 31      |       |
| 20º  | 53 | Jasper Iwema        | Ongetta-Abbink Metaal          | Aprilia      | 24   | +1:34.832 | 27      |       |
| 21º  | 40 | Marco Colandrea     | WTR-Ten10 Racing               | Aprilia      | 23   | +1 giro   | 33      |       |
| 22º  | 10 | Alexis Masbou       | Caretta Technology             | KTM          | 23   | +1 giro   | 5       |       |
| 23º  | 86 | Kevin Hanus         | Team Hanusch                   | Honda        | 23   | +1 giro   | 32      |       |
| 24º  | 84 | Jakub Kornfeil      | Ongetta-Centro Seta            | Aprilia      | 23   | +1 giro   | 24      |       |
| 25º  | 63 | Zulfahmi Khairuddin | Airasia-Sic-Ajo                | Derbi        | 21   | +3 giri   | 15      |       |

### Non classificato
| Nº | Pilota        | Squadra      | Motocicletta | Giri | Tempo     | Griglia |
| -- | ------------- | ------------ | ------------ | ---- | --------- | ------- |
| 26 | Adrián Martín | Bankia Aspar | Aprilia      | 24   | +2:16.952 | 11      |

### Ritirati
| Nº | Pilota           | Squadra                        | Motocicletta | Giri | Griglia |
| -- | ---------------- | ------------------------------ | ------------ | ---- | ------- |
| 17 | Taylor Mackenzie | Phonica Racing                 | Aprilia      | 18   | 26      |
| 14 | Brad Binder      | Andalucia Banca Civica         | Aprilia      | 17   | 34      |
| 28 | Josep Rodríguez  | Blusens by Paris Hilton Racing | Aprilia      | 15   | 16      |
| 11 | Sandro Cortese   | Intact-Racing Team Germany     | Aprilia      | 11   | 7       |
| 99 | Danny Webb       | Mahindra Racing                | Mahindra     | 11   | 1       |
| 21 | Harry Stafford   | Ongetta-Centro Seta            | Aprilia      | 7    | 29      |
| 8  | Jack Miller      | Caretta Technology             | KTM          | 3    | 12      |
| 5  | Johann Zarco     | Avant-AirAsia-Ajo              | Derbi        | 1    | 3       |

### Non partito
| Nº | Pilota                 | Squadra       | Motocicletta |
| -- | ---------------------- | ------------- | ------------ |
| 13 | Juan Francisco Guevara | Murcia Pramac | Aprilia      |

### Non qualificato
| Nº | Pilota        | Squadra         | Motocicletta |
| -- | ------------- | --------------- | ------------ |
| 22 | Emil Petersen | Nordgren Racing | Honda        |